# Солнечная радиация

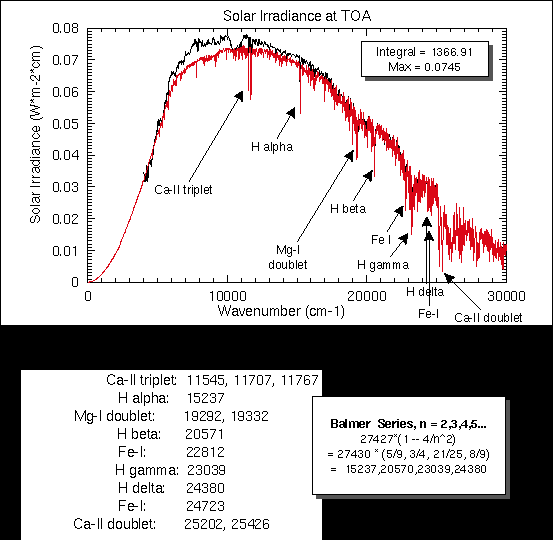
Схема распространения солнечной радиации в атмосфере Земли.

Солнечная радиация — электромагнитное и корпускулярное излучение Солнца. Данный термин является калькой с англ. Solar radiation («Солнечное излучение»), и в данном случае не означает радиацию в «бытовом» смысле этого слова (ионизирующее излучение).
Солнечная радиация измеряется мощностью переносимой ею энергии на единицу площади поверхности (Вт/м2) (см. Солнечная постоянная). В целом, Земля получает от Солнца менее 0,5×10−9 (одной двухмиллиардной) от энергии его излучения.
Электромагнитная составляющая солнечной радиации распространяется со скоростью света и проникает в земную атмосферу. До земной поверхности солнечная радиация доходит в виде прямых и рассеянных лучей.
Спектральный диапазон электромагнитного излучения Солнца очень широк — от радиоволн (солнечные радио-всплески) до рентгеновских лучей — однако максимум его интенсивности приходится на видимую (жёлто-зелёную) часть спектра.
Существует также корпускулярная часть солнечной радиации, состоящая преимущественно из протонов, движущихся от Солнца со скоростями 300—1200 км/с (см. Солнечный ветер). Во время солнечных вспышек образуются также частицы больших энергий (в основном протоны и электроны), образующие солнечную компоненту космических лучей.
Энергетический вклад корпускулярной составляющей солнечной радиации в её общую интенсивность невелик по сравнению с электромагнитной. Подавляющая доля частиц задерживается атмосферой Земли либо поглощается верхними слоями земной атмосферы, поэтому в ряде приложений термин «солнечная радиация» используют в узком смысле, имея в виду только её электромагнитную часть.
ВОЗ признала солнечную радиацию достоверным канцерогеном.

## Влияние солнечной радиации на климат

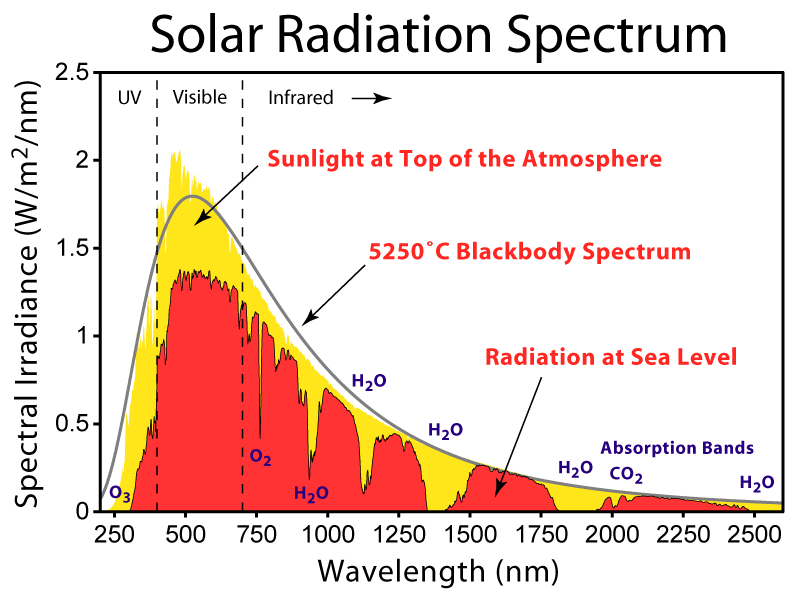
Спектр излучения Солнца, наблюдаемый выше атмосферы Земли и на уровне моря

Солнечная радиация — главный источник энергии для всех физико-географических процессов, происходящих на земной поверхности и в атмосфере.
Солнечной радиации подвергается дневная сторона поверхности Земли. В частности, солнечная радиация очень сильна вблизи полюсов, в период полярных дней, когда Солнце круглосуточно находится над горизонтом. Однако, во время полярной ночи, в тех же местах Солнце вообще не поднимается над горизонтом. Солнечная радиация полностью не блокируется облачностью, и частично достигает поверхности Земли при любой погоде в дневное время за счёт прозрачности облаков для тепловой компоненты спектра солнечной радиации. Для измерения солнечной радиации служат пиранометры и пиргелиометры.
Сумма радиации, полученной небесным телом, зависит от расстояния между планетой и звездой — при увеличении расстояния вдвое количество радиации, поступающее от звезды на планету уменьшается вчетверо (пропорционально квадрату расстояния между планетой и звездой). Таким образом, даже небольшие изменения расстояния между планетой и звездой (вызваны наличием эксцентриситета орбиты) приводят к значительному изменению количества поступающей на планету радиации звезды. Эксцентриситет земной орбиты не является постоянным — с течением тысячелетий орбита меняется, периодически образуя практически идеальный круг, иногда же эксцентриситет достигает 5 % (в настоящее время он равен 1,67 %), то есть в перигелии Земля получает в настоящее время в 1,033 больше солнечной радиации, чем в афелии, а при наибольшем эксцентриситете — более чем в 1,1 раза. Гораздо более сильно количество поступающей солнечной радиации зависит от смены времён года — в настоящее время мощность солнечной радиации, поступающей на Землю, остаётся практически постоянной, но на широтах 65 С. Ш. (широта северных городов России, Канады) летом мощность солнечной радиации, отнесённая к единице поверхности, более чем на 25 % больше, чем зимой. Это происходит из-за того, что ось вращения Земли по отношению к плоскости орбиты наклонена под углом 23,3°. Избыток радиации летом и недостаток зимой взаимно компенсируются (если не учитывать эксцентриситет земной орбиты), но, с приближением места наблюдения к полюсам, разрыв между зимой и летом становится всё более существенным. Так, на экваторе разницы между зимой и летом практически нет. За Полярным кругом же, прямые лучи Солнца не достигают поверхности в течение полугода. Таким образом формируются особенности климата различных регионов Земли. Кроме того, периодические изменения эксцентриситета орбиты Земли могут приводить к возникновению различных геологических эпох: к примеру, ледникового периода.

## Таблицы
| Средняя дневная сумма солнечной радиации, кВтч/м² | Средняя дневная сумма солнечной радиации, кВтч/м² | Средняя дневная сумма солнечной радиации, кВтч/м² | Средняя дневная сумма солнечной радиации, кВтч/м² | Средняя дневная сумма солнечной радиации, кВтч/м² | Средняя дневная сумма солнечной радиации, кВтч/м² | Средняя дневная сумма солнечной радиации, кВтч/м² | Средняя дневная сумма солнечной радиации, кВтч/м² | Средняя дневная сумма солнечной радиации, кВтч/м² | Средняя дневная сумма солнечной радиации, кВтч/м² | Средняя дневная сумма солнечной радиации, кВтч/м² | Средняя дневная сумма солнечной радиации, кВтч/м² | Средняя дневная сумма солнечной радиации, кВтч/м² | Средняя дневная сумма солнечной радиации, кВтч/м² | Средняя дневная сумма солнечной радиации, кВтч/м² | Средняя дневная сумма солнечной радиации, кВтч/м² | Средняя дневная сумма солнечной радиации, кВтч/м² |
| Лонгйир                                           | Мурманск                                          | Архангельск                                       | Якутск                                            | Санкт-Петербург                                   | Москва                                            | Новосибирск                                       | Берлин                                            | Улан-Удэ                                          | Лондон                                            | Хабаровск                                         | Ростов-на-Дону                                    | Сочи                                              | Находка                                           | Нью-Йорк                                          | Мадрид                                            | Асуан                                             |
| 1,67                                              | 2,19                                              | 2,29                                              | 2,96                                              | 2,60                                              | 2,72                                              | 2,91                                              | 2,74                                              | 3,47                                              | 2,73                                              | 3,69                                              | 3,45                                              | 4,00                                              | 3,99                                              | 3,83                                              | 4,57                                              | 6,34                                              |
| ------------------------------------------------- | ------------------------------------------------- | ------------------------------------------------- | ------------------------------------------------- | ------------------------------------------------- | ------------------------------------------------- | ------------------------------------------------- | ------------------------------------------------- | ------------------------------------------------- | ------------------------------------------------- | ------------------------------------------------- | ------------------------------------------------- | ------------------------------------------------- | ------------------------------------------------- | ------------------------------------------------- | ------------------------------------------------- | ------------------------------------------------- |

| Средняя дневная сумма солнечной радиации в декабре, кВтч/м² | Средняя дневная сумма солнечной радиации в декабре, кВтч/м² | Средняя дневная сумма солнечной радиации в декабре, кВтч/м² | Средняя дневная сумма солнечной радиации в декабре, кВтч/м² | Средняя дневная сумма солнечной радиации в декабре, кВтч/м² | Средняя дневная сумма солнечной радиации в декабре, кВтч/м² | Средняя дневная сумма солнечной радиации в декабре, кВтч/м² | Средняя дневная сумма солнечной радиации в декабре, кВтч/м² | Средняя дневная сумма солнечной радиации в декабре, кВтч/м² | Средняя дневная сумма солнечной радиации в декабре, кВтч/м² | Средняя дневная сумма солнечной радиации в декабре, кВтч/м² | Средняя дневная сумма солнечной радиации в декабре, кВтч/м² | Средняя дневная сумма солнечной радиации в декабре, кВтч/м² | Средняя дневная сумма солнечной радиации в декабре, кВтч/м² | Средняя дневная сумма солнечной радиации в декабре, кВтч/м² | Средняя дневная сумма солнечной радиации в декабре, кВтч/м² | Средняя дневная сумма солнечной радиации в декабре, кВтч/м² |
| Лонгйир                                                     | Мурманск                                                    | Архангельск                                                 | Якутск                                                      | Санкт-Петербург                                             | Москва                                                      | Новосибирск                                                 | Берлин                                                      | Улан-Удэ                                                    | Лондон                                                      | Хабаровск                                                   | Ростов-на-Дону                                              | Сочи                                                        | Находка                                                     | Нью-Йорк                                                    | Мадрид                                                      | Асуан                                                       |
| 0                                                           | 0                                                           | 0,05                                                        | 0,16                                                        | 0,17                                                        | 0,33                                                        | 0,62                                                        | 0,61                                                        | 0,97                                                        | 0,60                                                        | 1,29                                                        | 1,00                                                        | 1,25                                                        | 2,04                                                        | 1,68                                                        | 1,64                                                        | 4,30                                                        |
| ----------------------------------------------------------- | ----------------------------------------------------------- | ----------------------------------------------------------- | ----------------------------------------------------------- | ----------------------------------------------------------- | ----------------------------------------------------------- | ----------------------------------------------------------- | ----------------------------------------------------------- | ----------------------------------------------------------- | ----------------------------------------------------------- | ----------------------------------------------------------- | ----------------------------------------------------------- | ----------------------------------------------------------- | ----------------------------------------------------------- | ----------------------------------------------------------- | ----------------------------------------------------------- | ----------------------------------------------------------- |

| Средняя дневная сумма солнечной радиации в июне, кВтч/м² | Средняя дневная сумма солнечной радиации в июне, кВтч/м² | Средняя дневная сумма солнечной радиации в июне, кВтч/м² | Средняя дневная сумма солнечной радиации в июне, кВтч/м² | Средняя дневная сумма солнечной радиации в июне, кВтч/м² | Средняя дневная сумма солнечной радиации в июне, кВтч/м² | Средняя дневная сумма солнечной радиации в июне, кВтч/м² | Средняя дневная сумма солнечной радиации в июне, кВтч/м² | Средняя дневная сумма солнечной радиации в июне, кВтч/м² | Средняя дневная сумма солнечной радиации в июне, кВтч/м² | Средняя дневная сумма солнечной радиации в июне, кВтч/м² | Средняя дневная сумма солнечной радиации в июне, кВтч/м² | Средняя дневная сумма солнечной радиации в июне, кВтч/м² | Средняя дневная сумма солнечной радиации в июне, кВтч/м² | Средняя дневная сумма солнечной радиации в июне, кВтч/м² | Средняя дневная сумма солнечной радиации в июне, кВтч/м² | Средняя дневная сумма солнечной радиации в июне, кВтч/м² |
| Лонгйир                                                  | Мурманск                                                 | Архангельск                                              | Якутск                                                   | Санкт-Петербург                                          | Москва                                                   | Новосибирск                                              | Берлин                                                   | Улан-Удэ                                                 | Лондон                                                   | Хабаровск                                                | Ростов-на-Дону                                           | Сочи                                                     | Находка                                                  | Нью-Йорк                                                 | Мадрид                                                   | Асуан                                                    |
| 4,99                                                     | 5,14                                                     | 5,51                                                     | 6,19                                                     | 5,78                                                     | 5,56                                                     | 5,48                                                     | 4,80                                                     | 5,72                                                     | 4,84                                                     | 5,94                                                     | 5,76                                                     | 6,75                                                     | 5,12                                                     | 5,84                                                     | 7,41                                                     | 8,00                                                     |
| -------------------------------------------------------- | -------------------------------------------------------- | -------------------------------------------------------- | -------------------------------------------------------- | -------------------------------------------------------- | -------------------------------------------------------- | -------------------------------------------------------- | -------------------------------------------------------- | -------------------------------------------------------- | -------------------------------------------------------- | -------------------------------------------------------- | -------------------------------------------------------- | -------------------------------------------------------- | -------------------------------------------------------- | -------------------------------------------------------- | -------------------------------------------------------- | -------------------------------------------------------- |

| Источник: |